# David Villa
David Villa Sánchez (* 3. prosince 1981 Tuilla) je bývalý španělský profesionální fotbalista, který hrával na pozici útočníka. Svoji hráčskou kariéru ukončil v únoru 2020, a to v dresu japonského klubu Vissel Kóbe. Mezi lety 2005 a 2017 odehrál také 99 utkání v dresu španělské reprezentace, ve kterých vstřelil 59 branek a je historicky nejlepším španělským reprezentačním střelcem.
Navzdory vážnému zranění z dětství začal svou profesionální kariéru ve Sportingu Gijón. Po dvou sezónách přestoupil do Zaragozy, kde debutoval v Primera División a vyhrál své první seniorské trofeje: Copa del Rey a Supercopa de España. Do Valencie přestoupil v roce 2005 za 12 miliónů eur a byl součástí týmu, když Valencie vyhrála Copa del Rey v sezóně 2007/08. V roce 2010 přestoupil do Barcelona za 40 miliónů eur, kde poprvé vyhrál La Ligu a Ligu mistrů.
Villa debutoval v národním týmu v roce 2005. Od té doby se účastnil tří důležitých turnajů, stal se nedílnou součástí španělské reprezentace, když vyhrála Euro 2008 a MS 2010. Na světovém šampionátu dal 3 góly, na Euru 2008 získal Zlatou kopačku pro nejlepšího střelce turnaje. Je prvním španělským fotbalistou, který kdy dal v reprezentaci víc než 50 gólů a je historicky nejlepším španělským střelcem. Zároveň na MS dal více gólů než kterýkoli jiný španělský fotbalista.

## Klubová kariéra
Svoji fotbalovou kariérou zahájil ve španělském klubu UP Langreo Buzos. V roce 1999 jej koupil Sporting Gijón, kde se postupně propracoval do A týmu.

### Real Zaragoza
O čtyři roky později nastoupil poprvé v nejvyšší španělské soutěži v dresu Realu Zaragoza. Hned v první sezoně pomohl Zaragoze k zisku poháru a následně i k vítězství v superpoháru proti Realu Madrid. Strávil zde ještě jednu sezonu a odešel do Valencie za odstupné 12 milionů eur.

### Valencia CF
Hned od první sezóny se stal nejlepším střelcem Valencie, když vstřelil 25 branek. Jeho výkony mu vynesly nominaci na MS v Německu. Následující sezonu se s Fernandem Morientesem, posilou z Liverpoolu, podepsali pod 43 gólů Valencie. V této sezoně si také připsal debut v Lize mistrů, když se Valencia probojovala do čtvrtfinále a Villa sám si připsal 4 branky. V sezoně 2007/08 Valencia skončila v lize desátá, v Lize mistrů vypadla už v základní skupině, zvítězila však v poháru a kvalifikovala se do Poháru UEFA.
Villa vstřelil 18 ligových branek a 2 v Lize mistrů. V sezoně 2008–09 vstřelil v 33 ligových zápasech 28 gólů. V Poháru UEFA pomohl Valencii probojovat se do základních skupin gólem z penalty do sítě portugalského Marítima. V základních skupinách nastoupil pouze do jednoho utkání jako střídající hráč. V šestnáctifinále proti Dynamu Kyjev Valencia v obou zápasech remizovala a nepostoupila kvůli menšímu počtu vstřelených gólů na hřišti soupeře. Villa nastoupil do prvního zápasu jako střídající a druhý absolvoval celý, gól si nepřipsal.

### FC Barcelona

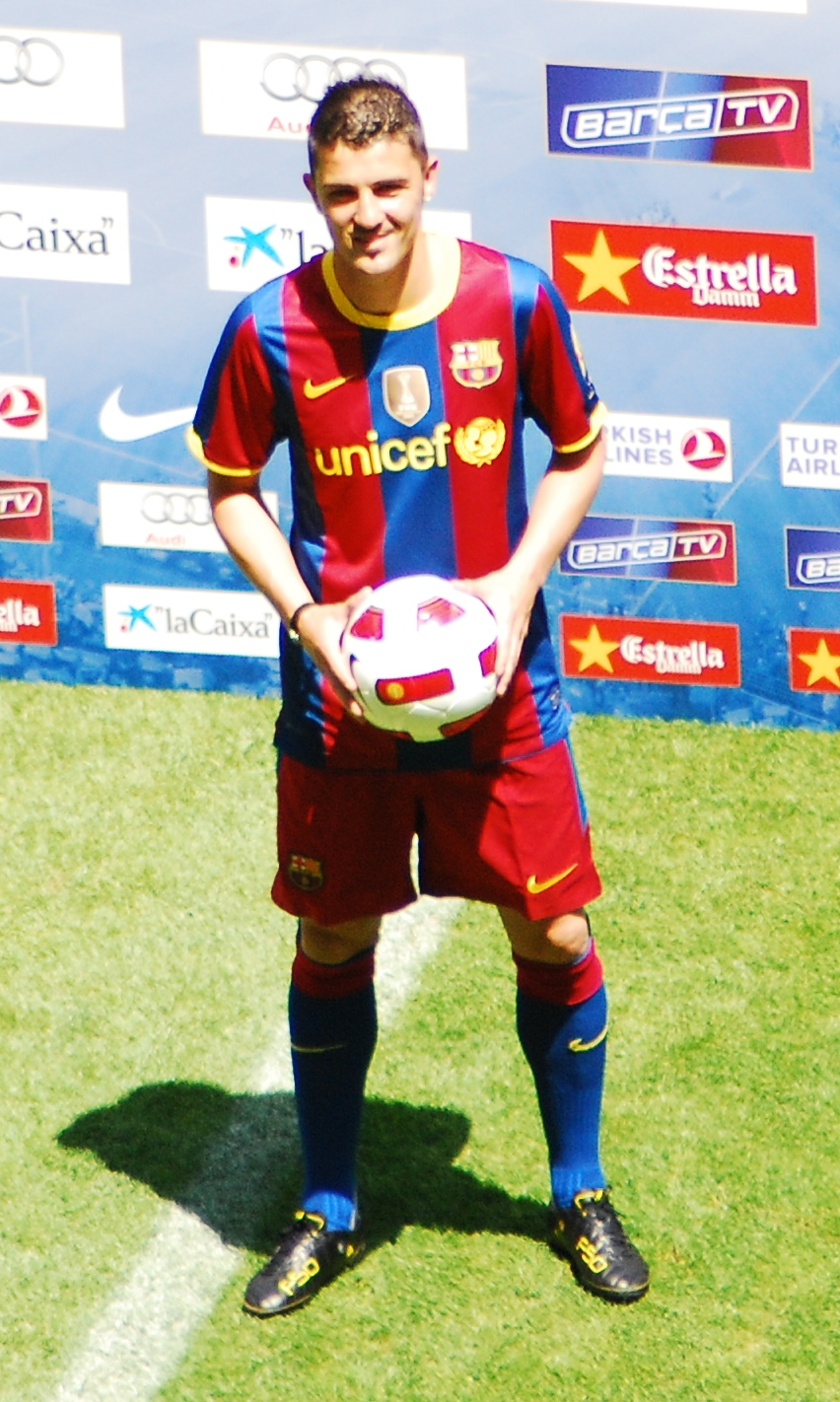
David Villa během uvítání v FC Barcelona

V roce 2010 přestoupil do FC Barcelona. Svůj první gól v dresu katalánského klubu vstřelil při svém debutu 29. srpna 2011 proti Racing de Santander. Nasbíral zde celou řadu trofejí.

### Atlético Madrid
V červenci 2013 přestoupil do klubu Atlético Madrid. V sezoně 2013/2014 se probil s týmem do finále Ligy mistrů UEFA proti Realu Madrid, ale musel skousnout porážku 1:4, vyrovnávající branku na 1:1 přitom Atlético dostalo až ve třetí minutě nastavení (hlavička Sergia Ramose). Stal se však vítězem Primera División 2013/14.

### New York City FC
Po sezoně 2013/14 se upsal nově vzniklému americkému klubu New York City FC, který měl však do Major League Soccer vstoupit až v březnu 2015. Villa podepsal tříletou smlouvu.

### Melbourne City FC (hostování)
Jelikož New York City FC vstoupí do MLS až v nové sezoně, která začala v březnu 2015, byl odeslán na půl roční hostování do australského prvoligového celku Melbourne City FC.

## Reprezentační kariéra
V A-mužstvu Španělska přezdívaném La Furia Roja debutoval 9. 2. 2005 v kvalifikačním zápase proti týmu San Marina (výhra 5:0).
Své první velké mezinárodní akce se účastnil na Mistrovství světa 2006 v Německu, kdy vstřelil dva góly v prvním zápase Španělska do sítě Ukrajiny. Španělsko nakonec vypadlo v osmifinále s Francií.
Následně se Španělsko probojovalo na Euro 2008 v Rakousku a Švýcarsku, kde Villa vstřelil hattrick do sítě Ruska v prvním zápase základní skupiny a jeden gól přidal v následujícím zápase proti švédské reprezentaci. Stal se tak nejlepším střelcem turnaje se čtyřmi góly ve 4 zápasech. Do finálového utkání s Německem nenastoupil, protože si natrhl stehenní sval.
Byl nominován i na Mistrovství světa 2010 v Jihoafrické republice. Kde opět patřil k nejdůležitějším hráčům když vystřílel v základní skupině Španělsku postup a celkově si připsal za turnaj 5 gólů a patřil tak k nejlepším střelcům MS spolu s Thomasem Müllerem, Diegem Forlánem a Wesleym Sneijderem. Na turnaji získal se Španělskem zlatou medaili když ve finálovém zápase po prodloužení zdolali Nizozemsko.
Trenér Vicente del Bosque jej vzal na Mistrovství světa 2014 v Brazílii, kde Španělé jakožto obhájci titulu vypadli po dvou porážkách a jedné výhře již v základní skupině B.

## Osobní život
V roce 2003 se David Villa oženil se svou dětskou láskou Patrícií Gonzales (bývalou fotbalistkou). Mají dcery Zaidu (* 7. prosinec 2005) a Olayu (* 18. srpen 2009). První syn Luca se jim narodil dne 28. ledna 2013. Jejich jména má vyryta na kopačkách Adidas F50. Na jedné kopačce má také španělskou vlajku a na druhé vlajku Asturie.

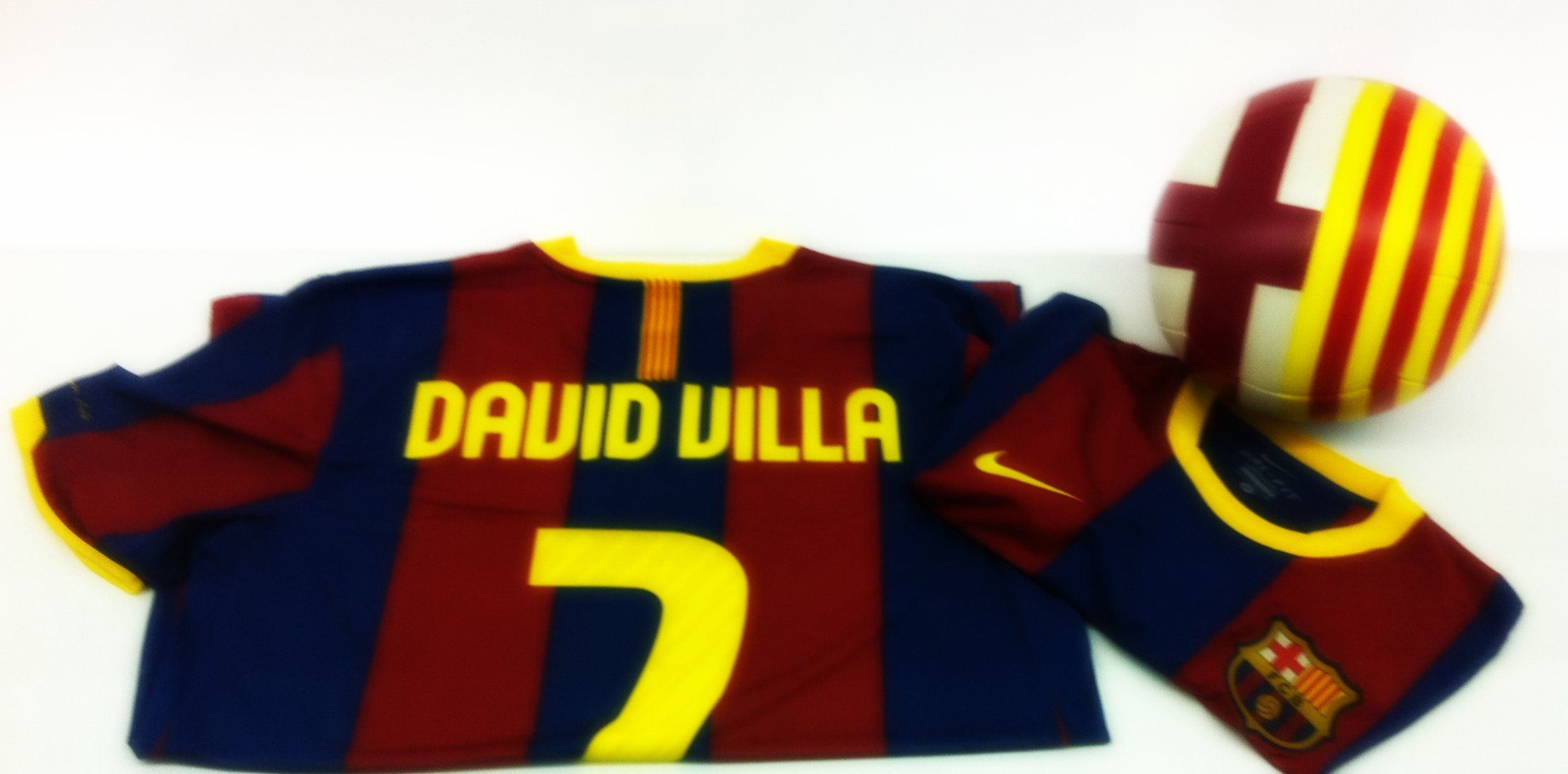
Dres v muzeu FC Barcelona

Jeho fotbalovými idoly jsou Luis Enrique a Quini.
David Villa často navštěvuje charitativní akce. Je aktivně zapojen s kampaní UNICEF.
Počátkem července roku 2008 nechal založit "tábor Davida Villy", který se koná každoročně. Děti tam absolvují školení od profesionálních fotbalistů. Villa se také podílí na tréninku s dětmi.

### Hudba
V roce 2010 zpíval duet se španělskou zpěvačkou Anou Torroja píseň "Insurrection". Skladba byla nahrána pro nadační projekt Voces X1FIN, pro zisk peněz na stavbu umělecké školy v Mali. Villa prohlásil, že fotbalisté "jsou příklad pro společnost a měli by být připraveni se kdykoliv zapojit do takovýchto projektů, kde mohou pomoct lidem, kteří to potřebují".Jeho oblíbená píseň je A Mi Manera.

## Statistiky

### Klub
| Klub                              | Sezóna           | Liga   | Liga | Liga   | Pohár  | Pohár | Pohár  | Evropa | Evropa | Evropa | Celkem | Celkem | Celkem |
| Klub                              | Sezóna           | Starty | Góly | Asist. | Starty | Góly  | Asist. | Starty | Góly   | Asist. | Starty | Góly   | Asist. |
| --------------------------------- | ---------------- | ------ | ---- | ------ | ------ | ----- | ------ | ------ | ------ | ------ | ------ | ------ | ------ |
| Gijón B                           | 1999–2000        | 30     | 12   | 0      | 0      | 0     | 0      | 0      | 0      | 0      | 30     | 12     | 0      |
| Gijón B                           | 2000–01          | 35     | 13   | 0      | 0      | 0     | 0      | 0      | 0      | 0      | 35     | 13     | 0      |
| Gijón B                           | Celkem           | 65     | 25   | 0      | 0      | 0     | 0      | 0      | 0      | 0      | 65     | 25     | 0      |
| Gijón                             | 2000–01          | 1      | 0    | 0      | 0      | 0     | 0      | 0      | 0      | 0      | 1      | 0      | 0      |
| Gijón                             | 2001–02          | 40     | 18   | 0      | 4      | 2     | 0      | 0      | 0      | 0      | 44     | 20     | 0      |
| Gijón                             | 2002–03          | 39     | 20   | 0      | 1      | 0     | 0      | 0      | 0      | 0      | 40     | 20     | 0      |
| Gijón                             | Celkem           | 80     | 38   | 0      | 5      | 2     | 0      | 0      | 0      | 0      | 85     | 40     | 0      |
| Zaragoza                          | 2003–04          | 38     | 15   | 8      | 8      | 4     | 1      | 0      | 0      | 0      | 46     | 20     | 7      |
| Zaragoza                          | 2004–05          | 35     | 15   | 5      | 1      | 2     | 0      | 10     | 3      | 2      | 46     | 20     | 7      |
| Zaragoza                          | Celkem           | 73     | 30   | 11     | 9      | 6     | 1      | 10     | 3      | 2      | 92     | 40     | 14     |
| Valencia                          | 2005–06          | 35     | 25   | 8      | 4      | 2     | 0      | 1      | 1      | 0      | 40     | 28     | 8      |
| Valencia                          | 2006–07          | 36     | 15   | 12     | 2      | 0     | 2      | 11     | 5      | 3      | 49     | 20     | 17     |
| Valencia                          | 2007–08          | 30     | 18   | 7      | 6      | 1     | 2      | 7      | 3      | 2      | 41     | 22     | 11     |
| Valencia                          | 2008–09          | 33     | 28   | 6      | 2      | 1     | 0      | 5      | 1      | 1      | 40     | 30     | 7      |
| Valencia                          | 2009–10          | 32     | 21   | 5      | 2      | 0     | 1      | 11     | 7      | 4      | 42     | 28     | 10     |
| Valencia                          | Celkem           | 166    | 107  | 38     | 16     | 4     | 5      | 35     | 17     | 10     | 212    | 128    | 53     |
| Barcelona                         | 2010–11          | 34     | 18   | 7      | 6      | 1     | 0      | 12     | 4      | 2      | 52     | 23     | 9      |
| Barcelona                         | 2011–12          | 15     | 5    | 1      | 3      | 1     | 0      | 6      | 3      | 1      | 24     | 9      | 2      |
| Barcelona                         | 2012–13          | 28     | 10   | 5      | 5      | 5     | 0      | 7      | 1      | 1      | 40     | 16     | 6      |
| Barcelona                         | Celkem           | 77     | 33   | 13     | 14     | 7     | 0      | 25     | 8      | 4      | 116    | 48     | 17     |
| Atlético Madrid                   | 2013–14          | 13     | 6    | 2      | 2      | 1     | 0      | 2      | 0      | 0      | 17     | 7      | 2      |
| Atlético Madrid                   | Celkem           | 13     | 6    | 2      | 2      | 1     | 0      | 2      | 0      | 0      | 17     | 7      | 2      |
| Celkem v kariéře                  | Celkem v kariéře | 474    | 240  | 63     | 46     | 20    | 6      | 72     | 28     | 16     | 592    | 289    | 86     |
| Aktualizace k 10. listopadu 2013. |                  |        |      |        |        |       |        |        |        |        |        |        |        |

## Úspěchy
- Tým roku podle UEFA – 2010[12]